# Roweia stephensoni
Roweia stephensoni is een zeekomkommer uit de familie Cucumariidae.
De wetenschappelijke naam van de soort werd in 1939 gepubliceerd door David Dilwyn John.